# Robert Knüppel

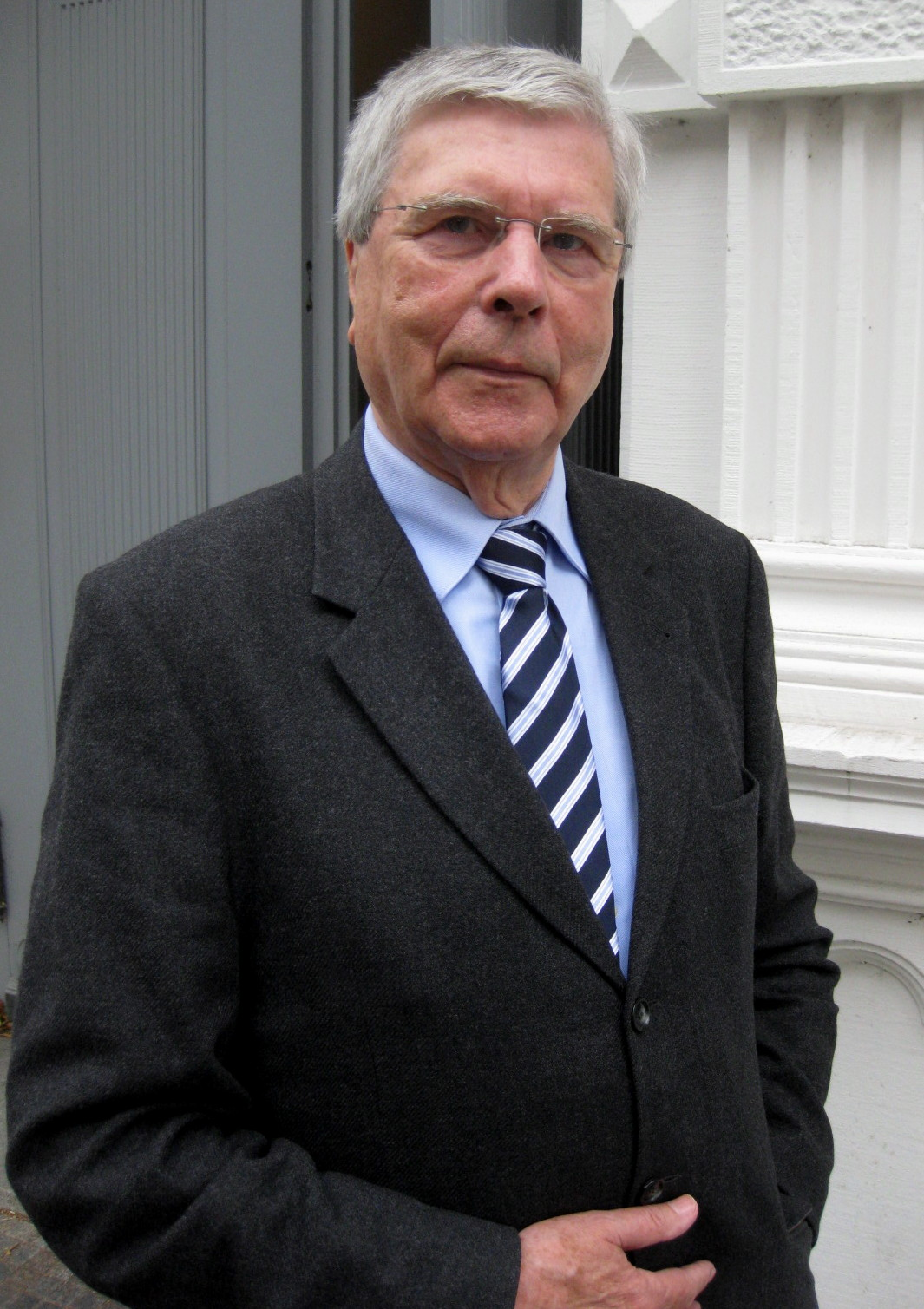
Robert Knüppel (2011)

Gustav-Robert Knüppel  (* 27. März 1931 in Kiel; † 28. Februar 2025) war ein deutscher Politiker (CDU). Er war von 1976 bis 1988 Bürgermeister der Hansestadt Lübeck und bis Ende 2008 Generalsekretär der Deutschen Stiftung Denkmalschutz, danach war er Mitglied des Vorstands der Stiftung, aus dem er Anfang 2011 als stellvertretender Vorsitzender ins Kuratorium wechselte.

## Leben
Robert Knüppel wurde in Kiel geboren. Nach dem Abitur an der Kieler Gelehrtenschule studierte er Wirtschaftswissenschaften und wurde bereits im Alter von 25 Jahren promoviert. Er war zunächst beim Statistischen Landesamt in Kiel tätig und ging dann nach Lübeck, wo er 1960 die Leitung des Amtes für Wahlen und Statistik übernahm. 1968 wurde er Finanzsenator der Hansestadt. 1976 löste er als Kandidat der CDU Werner Kock (SPD) als Lübecker Bürgermeister ab und wurde damit Leiter der Stadtverwaltung. In seiner Amtszeit wurde Lübeck 1987 in das Weltkulturerbe-Verzeichnis der UNESCO aufgenommen, woran er wesentlichen Anteil hatte. Seine Nachfolge als Bürgermeister trat 1988 Michael Bouteiller (SPD) an. 1992 wurde Robert Knüppel Geschäftsführer der Deutschen Stiftung Denkmalschutz, später deren Generalsekretär. Von 1994 bis 1999 war er außerdem Vorsitzender der Possehl-Stiftung, deren Vorstand er 26 Jahre lang angehörte.
2002 verlieh ihm die Stadt Lübeck ihre höchste Auszeichnung, die Medaille Bene Merenti. 2006 erhielt er das Verdienstkreuz Erster Klasse des Verdienstordens der Bundesrepublik Deutschland.

## Veröffentlichungen
- Lübeck – wo Steine Geschichten erzählen, Schmidt-Römhild, Lübeck 1991, ISBN 3-7950-3205-9
- Lübeck – Stadt der Hanse, Ed. Braus, Heidelberg 1989, ISBN 3-925835-31-8
- Lübeck, Wohnen in der Altstadt, Althaus-Sanierer-Gemeinschaft, Schmidt-Römhild, Lübeck 1980, ISBN 3-7950-0072-6 (als Herausgeber)